# Impending Doom
Impending Doom — американський дезкор-гурт із міста Ріверсайд, Каліфорнія. Теми пісень гурту мають християнський характер.

## Історія
Гурт створений у 2005 році. Того ж року видав свій дебютний EP The Sin And Doom Of Godless Men з 5 пісень.
4.11.2007 на Facedown Records Impending Doom видали дебютний альбом Nailed. Dead. Risen. у стилі брутального дезкору на кшталт корифеїв жанру Waking the Cadaver, Misericordiam, I Declare War.
31.03.2009 — реліз другого альбому, The Serpent Servant. На ньому гурт різко змінив стиль гри на звичайний дезкор, і найближчим виконавцем можна назвати Whitechapel, а також ABACABB, With Blood Comes Cleansing та інші гурти американської дезкор-сцени.

Альбом записаний у Lambesis Studios. Продюсер та інженер альбому — Деніел Кеслмен, помічник — Келлі «Карнаж» Кернс, зведення та мастеринг — Зевс, оформлення — Колін Маркс. Усі пісні написані та записані Impending Doom.

Impending Doom дякує: 
Господу нашому та Спасителю Ісусу Христу, що робить усе можливим. Нашим великим друзям Whitechapel. Winds of Plague, Sleeping Giant, Underneath The Gun, Mychildren Mybride ,With Blood Comes Cleansing, The Great Commission, Dead To Fall (rip), Mirror of Dead Faces, I've Been Shot, Pencile Lead Syringe, Horsemen of the Apocalypse, I Declare War, A Different Breed Of Killer, Келлі Кернсу, Тіму Ламбезісу, Зевсу, Тіму з MesaBoogie і Браяну з Schecter Guitars. Джо, Еззату і Showcase Theater (rip), Роді Рамосу і Грегу Пютерсу, та всім гуртам, з якими ми мали честь поділяти сцену. Всім нашим коханим друзям з Вегасу та звідусіль, де ми мали шалених друзів під час турне. Всім, хто ходить на наші концерти та підтримує нас. Ми дуже вдячні Вам, без вас усе це було б неможливим.

## Обладнання гурту
- Mesa Boogie
- Vader Cabinets
- Meinl Cymbals
- Randall Amplification
- Schecter Guitars

## Склад

### Поточний склад
- Брук Рівз — вокал (2005-)
- Менні Кортрерас — гітара (2005-)
- Девід Сіттіг — бас-гітара
- Корі Джонсон — гітара
- Чед Блеквелл — ударні

### Колишні учасники
- Айзек Буоно — ударні
- Енді Гегг — ударні
- Джон Альфаро — бас-гітара
- Кріс Форно — гітара (2005—2007)
- Грег Пютерс — гітара (2007—2008)

## Дискографія
| Назва                           | Переклад                   | Тип                | Рік  |
| ------------------------------- | -------------------------- | ------------------ | ---- |
| The Sin And Doom Of Godless Men | Гріх та доля безбожників   | EP                 | 2005 |
| Nailed. Dead. Risen.            | Побитий. Мертвий. Піднявся | Повноцінний альбом | 2007 |
| The Serpent Servant             | Слуга змія                 | Повноцінний альбом | 2009 |
| There Will Be Violence          | Буде насилля               | Повноцінний альбом | 2010 |
| Baptized In Filth               | Хрещений в бруді           | Повноцінний альбом | 2012 |